# Исаак Напха
Исаак Напха, также Напаха (III—IV века) — палестинский амора. Под именем «Напха» (кузнец) он упоминается только в вавилонском Талмуде, но не в иерусалимском. Как агадист, он стоял во главе своих современников..

## Биография
Вавилонский Талмуд приводит для отца Исаака несколько имён, которые он считает принадлежащими одному и тому же лицу; во всяком случае нельзя точно установить отчество Исаака.
Франкель, а за ним и Вейс, утверждали, что он родился в Вавилонии, откуда эмигрировал в Палестину. Но это утверждение лишено основания. Пребывание Исаака в Вавилонии было только временным, причём он там упоминается, как лицо авторитетное, гостившее в доме эксиларха одновременно с рабби Шешетом.
Он был главным традентом агадических изречений рабби Иоханана в Вавилонии; в палестинских же источниках Исаак почти не встречается в качестве такового. Бахер полагает, что Исаак передавал также изречения рабби Симона бен-Лакиш. Это видно из того, что многие изречения, которые в одном месте приводятся от имени р. Симона бен-Лакиш, в другом приписаны Исааку.
Жил в Кесарее, где считался выдающимся галахистом, а также в Тивериаде. Он был товарищем рабби Ами, совместно с которым разбирал разные ритуальные вопросы. В качестве судьи находится рядом с рабби Аббагу и р. Ханною бен-Папа, а также в качестве члена Академии р. Аббагу в Кесарее. По-видимому, жил раньше в Тивериаде, а затем поселился в Кесарее.

## Учение и труды
Его агадические речи передают от его имени, большей частью, рабби Ионатан и р. Азария, сыновья Хагая, Лулиан бен-Табрин, рабби Берехья и рабби Иудан; все они известны исключительно как агадисты. Исаак считался крупным авторитетом как в галахе, так и в агаде, но больше занимался агадой. «В старину, — говорил Исаак, — когда монеты не были редки, люди охотно слушали галаху; теперь же, когда монеты стали редкостью, люди могут слушать только агаду».
Его проповеди отличаются большим разнообразием содержания: он говорил о грехе, об отношениях человека к Богу и к ближнему, о молитве, изучении Торы, об Израиле, о других народах, о Иерусалиме, о мессианстве и об эсхатологии. Кроме того, от него сохранилось много библейских толкований галахического и гомилетического характера.
Караимские писатели XX века сообщали, будто Гаи-гаон (бен-Давид) приписывал Исааку введение постоянного календарного счисления.